# Gorica (Grude, BiH)
Gorica je naseljeno mjesto u općini Grude, u Zapadnohercegovačkoj županiji.

## Identitet
Mjesna zajednica Gorica usvojila je 2022. grb i zastavu, rad kipara Zdenka Galića i suradnika Ante i Tomislava Paradžika.

## Stanovništvo

### Popisi 1971. – 1991.
| Gorica             |               |               |               |
| godina popisa      | 1991.         | 1981.         | 1971.         |
| Hrvati             | 784 (98,61 %) | 875 (98,75 %) | 988 (98,99 %) |
| Srbi               | 0             | 1 (0,11 %)    | 0             |
| Muslimani          | 0             | 1 (0,11 %)    | 0             |
| Jugoslaveni        | 0             | 2 (0,22 %)    | 0             |
| ostali i nepoznato | 11 (1,38 %)   | 7 (0,79 %)    | 10 (1,00 %)   |
| ukupno             | 795           | 886           | 998           |

### Popis 2013.
| Gorica             |                |
| godina popisa      | 2013.          |
| Hrvati             | 1117 (99,47 %) |
| Srbi               | 0              |
| Bošnjaci           | 0              |
| ostali i nepoznato | 6 (0,53 %)     |
| ukupno             | 1123           |

## Župa Gorica

### Popis katolika u kapelaniji Gorica 1844.
Fra Ilija Vidošević napravio je popis katoličkog stanovništva u samostalnoj kapelaniji Gorica. Ispod je tablični pregled stanja na dan 25. srpnja 1844. godine. Odnosi se na dva sela koja je obuhvaćala narečena kapelanija.   
| Katoličko stanovništvo kapelanije Gorica 1844. |           |              |
| naselje                                        | broj kuća | stanovništvo |
| Gorica                                         | 46        | 279          |
| Sovići                                         | 105       | 680          |
| ukupno                                         | 151       | 959          |

## Kultura

### HKUD Sloga Grude
1923. godine osnovano je Hrvatsko društvo Seljačka sloga, unutar kojeg je 1924. osnovan tamburaški orkestar. Do 1935. Društvo je imalo folklornu, dramsku i tamburašku sekciju. Prvi nastup folklorne skupine izvan Gorice bio je Duvnu (Tomislavgradu) 1935. godine.
1946. godine promijenjeno je ime Društva u Kulturno prosvjetno društvo (KPD) Sloga Goricaa 1970. u KUD Sloga Gorica.  Raspadom SFRJ, ime je promijenjeno u KUD Sloga, a kasnije i u današnje HKUD Sloga. Društvo je poznato po izvedbama gange, Goričkog kola i koreografija uz pratnju gusli i dipli.
Društvo je 1948. osvojilo prve nagrade na festivalima u Sarajevu i Zagrebu te drugo u Beogradu (studeni 1948.), dok je tamburaški orkestar na sva tri nastupa osvojio prve nagrade. Folklorna sekcija redovito je nastupala na narodnim proslavama u Vitini, Tihaljini, Posušju, Zagrebu i dr. Društvo je osvojilo drugo mjesto na smotri folklora Hercegovine u Mostaru u lipnju 1973. TV Sarajevo je u travnju 1974. prikazalo emisiju o pedesetgodišnjici djelovanja Društva. Društvo je na Međunarodnoj smotri folklora u Zagrebu nastupalo 1956., 1974.,1978. i 1993. godine. Sloga sudjeluje i na Prvoj smotri izvornih folklornih skupina bosanskohercegovačkih Hrvata u Mostaru, 13. i 14. srpnja 1996., u organizaciji Hrvatske matice iseljenika.
Kupnjom tambura, harmonika, bubnjeva i duhaćih glazbala 1959. i radom glazbenog pedagoga Stjepana Špigela iz Imotskog oformljene su tamburaška i duhačka skupina. Prvi javni nastup obiju skupina bio je 25. svibnja 1961. u Grudama. Od 1965. do 1967. djelovao je i kvartet Sagibutrus.
U sklopu Društva je od 1964. do 1967. djelovala i kino sekcija koja je u Kinosali u Gorici prikazivala 16-milimetarske filmove Zagreb filma. Nadalje, u sklopu Društva djelovala je i dramska sekcija, koja je izvodila Klupko Pere Budaka (1962.) i komediju Moj zet direktor (praizvedba 1963., nastup na Smotri amaterske drame BiH u Livnu 1964.), a sedamdesetih je u sklopu Šimićevih susreta društvo održavalo gostovanja mostarkog kazališta u Grudama. U sezoni 1995./96. HNK-a Mostar, članovi Sloge glumili su u U godinama gladi Ante Marića nastupajući i u Tomislavgradu, Imotskom, Splitu, Dubrovniku, Zagrebu, Stuttgartu i Kölnu. U dramskoj i kino sekciji djelovao je i Zvonko Bušić.

## Poznate osobe
- fra Zdenko Galić, franjevac
- Cvitan Galić, pilot, vitez
- fra Križan Galić, svećenik franjevac
- Bruno Bušić, emigrant i borac za hrvatsku državu
- Zvonko Bušić, emigrant i borac za hrvatsku državu
- Ante Paradžik, političar
- Zdravka Bušić, političarka
- Tomislav Bušić, nogometaš

## Vanjske poveznice
- gorica-online.info